# Iakoute (vache)
Pour les articles homonymes, voir Iakoute (homonymie).
La vache iakoute (Саха ынаҕа, Sakha ınaga, dans la langue de Sakha) est une race locale de bovins élevés au nord du cercle polaire arctique, dans la république de Sakha. Elle est connue pour son extrême robustesse et sa tolérance à des températures très basses.

## Description

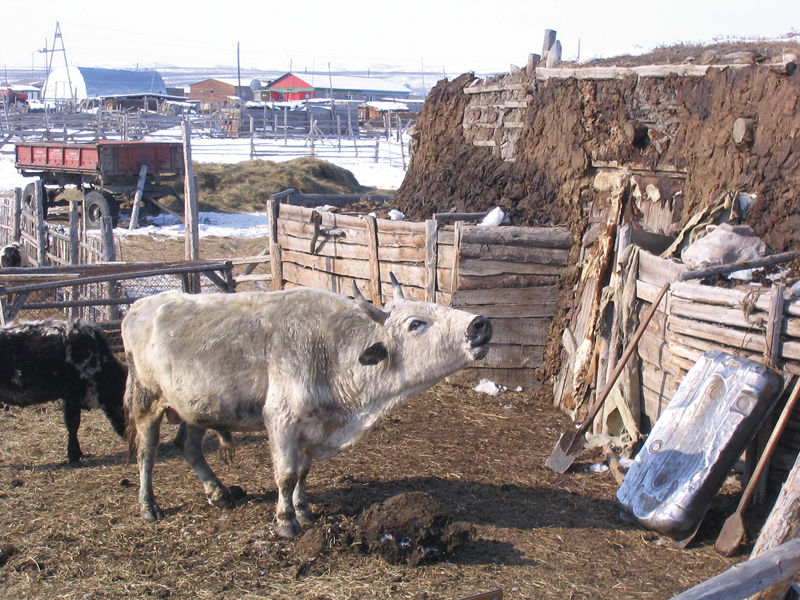
Un taureau iakoute

Les bovins iakoutes sont d'une taille relativement réduite. Les vaches toisent entre 110 et 112 cm de hauteur au garrot et atteignent un poids vif de 350 à 400 kg. Les taureaux mesurent de 115 à 127 cm et pèsent de 500 à 600 kg. Ils ont des jambes courtes et fortes, et une poitrine profonde mais relativement étroite. Le fanon gulaire est bien développé,. Leur couleur de robe varie. Elle peut être noire, rouge ou tachetée. La plupart des animaux ont une rayure dorsale blanche le long du dos.
Leur gros ventre et leur long tube digestif leur permettent d'utiliser plus efficacement l'herbe qu'ils broutent. Ils emmagasinent de la graisse sous-cutanée très rapidement au cours de la courte saison de pâturage et survivent à de mauvaises conditions d'alimentation en hiver,,.
Un certain nombre d'autres traits propres à la race, comme son épais pelage d'hiver et sa fourrure recouvrant la mamelle et le scrotum, améliorent sa thermorégulation et permettent un faible taux de métabolisme à basse température, ce qui fait des vaches iakoutes des animaux capables d'une extrême adaptation aux températures froides. Un exemple éloquent est celui de plusieurs vaches qui ont survécu sans aide humaine dans la taïga, pendant trois mois fin 2011, malgré de fortes chutes de neige et des températures atteignant -40 °C.
Les vaches iakoutes présentent une résistance à la tuberculose, la leucose, et la brucellose,.

## Relation avec d'autres races bovines
Les vaches iakoutes appartiennent au rameau d'Asie de l'Est, celui du groupe tourano-mongol de bétail taurin. Ce groupe de bovins pourrait représenter un quatrième évènement de domestication de l'auroch (et un troisième événement chez les aurochs de type Bos taurus). Il a peut-être divergé à partir du groupe du Proche-Orient, voilà quelque 35 000 ans. Les bovins iakoutes sont les derniers survivants indigènes du groupe tourano-mongol en Sibérie, et l'une des rares races purement tourano-mongoles subsistant dans le monde.
Des cinq haplogroupes mitochondriaux (T, T1, T2, T3, T4) actuels parmi les races de bovins taurins, T2, T3 et T4 apparaissent chez les iakoutes, comme dans le groupe tourano-mongol en général. T4 ne se trouve que chez les races d'Asie de l'Est, T 1 ne se trouve que chez les races du Proche-Orient et T est trouvé à la fois dans le Proche-Orient et chez les races européennes. T2 et T3 apparaissent dans les races de l'ensemble des trois régions,.
Les études de transmission autosomique les marqueurs de l'ADN montrent une haute distinction génétique, résultant d'un isolement génétique des autres races sur le long terme. L'isolement géographique au-delà de la limite septentrionale normale pour l'espèce bovine est supposé en être la cause.

## Utilisations
Les bovins iakoute sont une race polyvalente qui produit du lait et de la viande, et sont largement utilisés comme animaux de trait,
Le rendement laitier moyen est d'environ 1 000 kg par année. Les vaches iakoutes ont un lait riche, avec une moyenne de matières grasses de 5,03 % et une teneur en protéines de 4,69 % en moyenne.
La viande du bétail iakoute est connue pour sa richesse naturelle en persillage.

## Histoire
Le bétail iakoute descend des races de bovins autochtones de Sibérie. Les Iakoutes les ont introduits depuis la région du sud du Baïkal jusqu'au cours inférieur de la Lena, de l'Yana, de l'Indigirka et de la Kolyma lorsqu'ils ont migré vers le nord, au XIIIe siècle. Avec le cheval iakoute, cette race permet la base de l'alimentation carnée et de la consommation de produits laitiers d'élevage dans l'Extrême-Nord russe.
Les bovins iakoutes étaient de race pure jusqu'en 1929, mais un vaste métissage avec la simmental et la kholmogory, plus productives, a commencé,. Alors que de nombreuses autres variétés locales ont été perdues à cette époque, la iakoute a été sauvée par le système traditionnel des éleveurs de bétail et par des scientifiques,.

## Diffusion de l'élevage

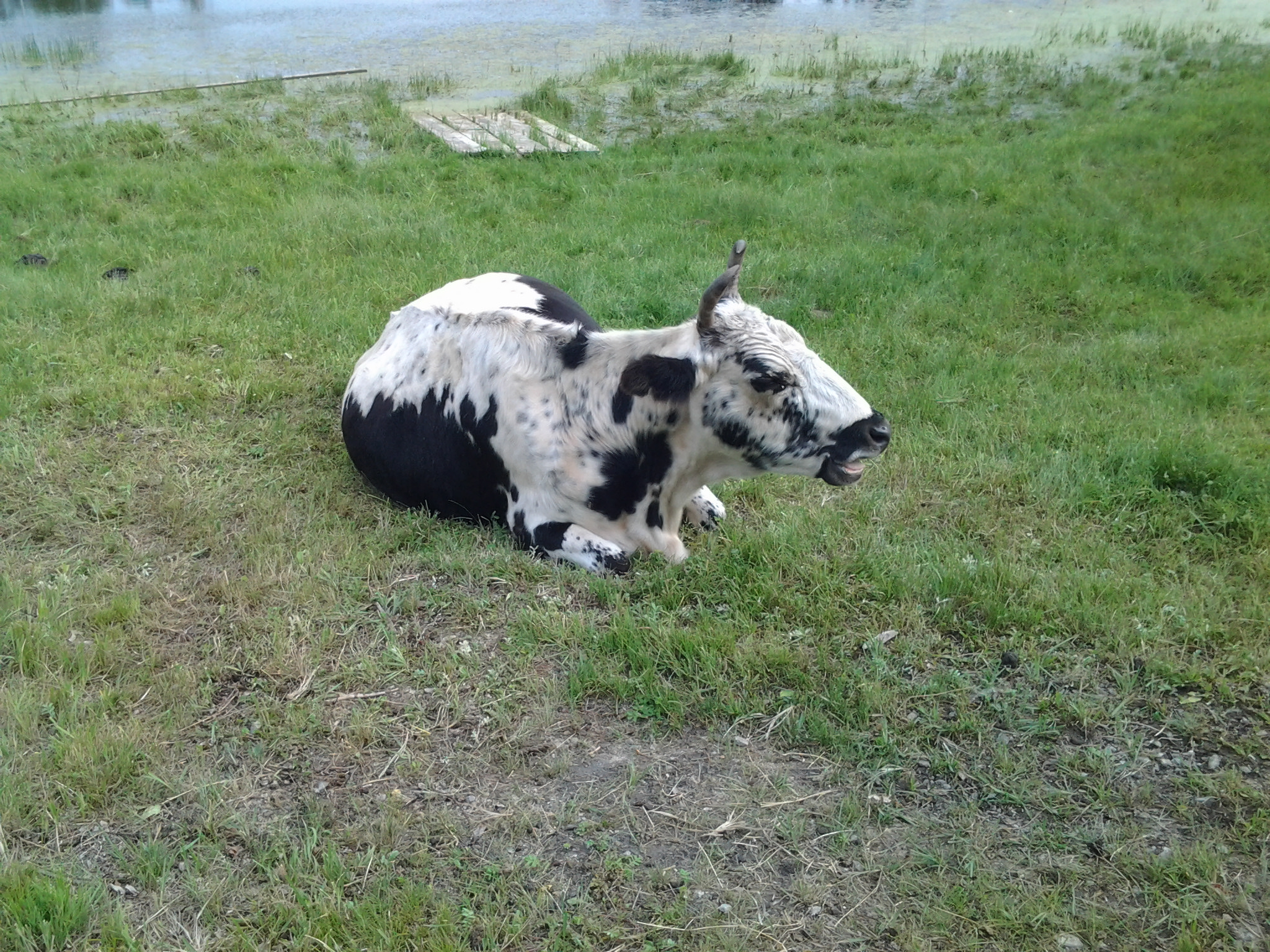
Vache Iakoute

Il y a environ 1 200 bovins iakoutes de pure race, tous dans la République de Sakha (Iakoutie), en fédération de Russie. La population apte à se reproduire se compose de seulement 525 vaches et 28 taureaux, le reste étant pour la plupart des vaches laitières,. Par conséquent, la iakoute est classée comme race en danger d'extinction par l'Organisation des Nations Unies pour l'Alimentation et l'Agriculture (FAO).
74 % des bovins sont dans le district d'Eveno-Bytantay, à 150 km au nord du cercle polaire, sur le cours inférieur de la rivière Léna, très proche du pôle de froid (voir les données sur le climat). Les autres ont été déplacés vers la partie sud de la République de Sakha, durant les premières années du XXIe siècle,. Ils sont détenus par des agriculteurs privés et par des fermes coopératives, et il est également fréquent pour les ménages non agricoles de garder une vache pour un usage privé. Le plus grand troupeau est détenu dans la ferme expérimentale de l'Institut de Recherche Agricole de la Iakoutie. Le herd-book est conservé par le Laboratoire d'Élevage de l'Institut de Recherche de l'Agriculture Iakoute dans Iakoutsk.
Leur adaptation aux conditions climatiques extrêmes de la Sibérie du Nord, leur distinction génétique leur confèrent une haute valeur génétique pour le maintien de la diversité du bétail, et leur valeur culturelle ont conduit à des efforts de conservation. La fédération de Russie, a adopté une loi pour les protéger et les conserver, sa première loi de conservation pour une race domestique.